# Dicranococcus sabahensis
Dicranococcus sabahensis  (лат.) — вид мирмекофильных насекомых-кокцид рода Dicranococcus из семейства мучнистые червецы (Pseudococcidae).

## Распространение
Юго-Восточная Азия: Малайзия (Сабах, Poring, Poring Hot Springs, Mt. Kinabalu National Park).

## Описание
Микроскопического размера мучнистые червецы (длина 1-2 мм)

Питаются соками растений.
Среди муравьёв симбионтов представители рода Dolichoderus: обнаружены в муравейнике Dolichoderus cuspidatus.
Вид был впервые описан в 2002 году энтомологом Д. Уилльямсом (Williams, D.J.).